# Temporada 2020-2021 del Liceu
La temporada 2020-2021 del Gran Teatre del Liceu és la primera després de la commemoració del vintè aniversari de la reobertura del teatre (1999) després de l'incendi que patí l'any 1994. Tant la programació d'obres com la d'artistes ha sofert variacions causades per l'impacte de la COVID-19.
El fil conductor de la temporada és la passió humana.